# Maria Machteld van Sypesteyn
Maria Machteld van Sypesteyn (Haarlem, 28 maart 1724 – Heemstede, 26 april 1774) was een Nederlands schilderes.

## Leven en werk
Van Sypesteyn, lid van de familie Van Sypesteyn, was een dochter van Cornelis Ascanius van Sypesteyn (1694-1744) en Maria de Lange (1696-1744). Haar vader was onder meer burgemeester van Haarlem en baljuw van Brederode. Van Sypesteyn trouwde in 1743 met Pieter van Schuylenburch (1714-1764), heer van Moermont, Renesse en Noordwelle, raad en schepen van Haarlem. Ze hertrouwde in 1767 met David van Lennep (1721-1771), raad en schepen van Haarlem.
Van Sypesteyn kreeg haar artistieke opleiding waarschijnlijk van de miniatuurschilderes Henriëtta van Pee. Ze maakte vooral portretjes, die zij uitvoerde in miniatuur, met waterverf op ivoor. Bekend zijn onder meer haar zelfportret en portretten van familieleden die zich bevinden op kasteel Sypesteyn en een miniatuurportret van Willem IV van Oranje-Nassau (1748) dat is opgenomen in de collectie van het Rijksmuseum Amsterdam. George van der Mijn schilderde in 1763 haar portret.
Van Sypesteyn woonde vanaf haar tweede huwelijk op Huis te Manpad in Heemstede. Ze overleed er in 1774, op vijftigjarige leeftijd, en werd begraven in de Grote of Sint-Bavokerk van Haarlem.

## Werken

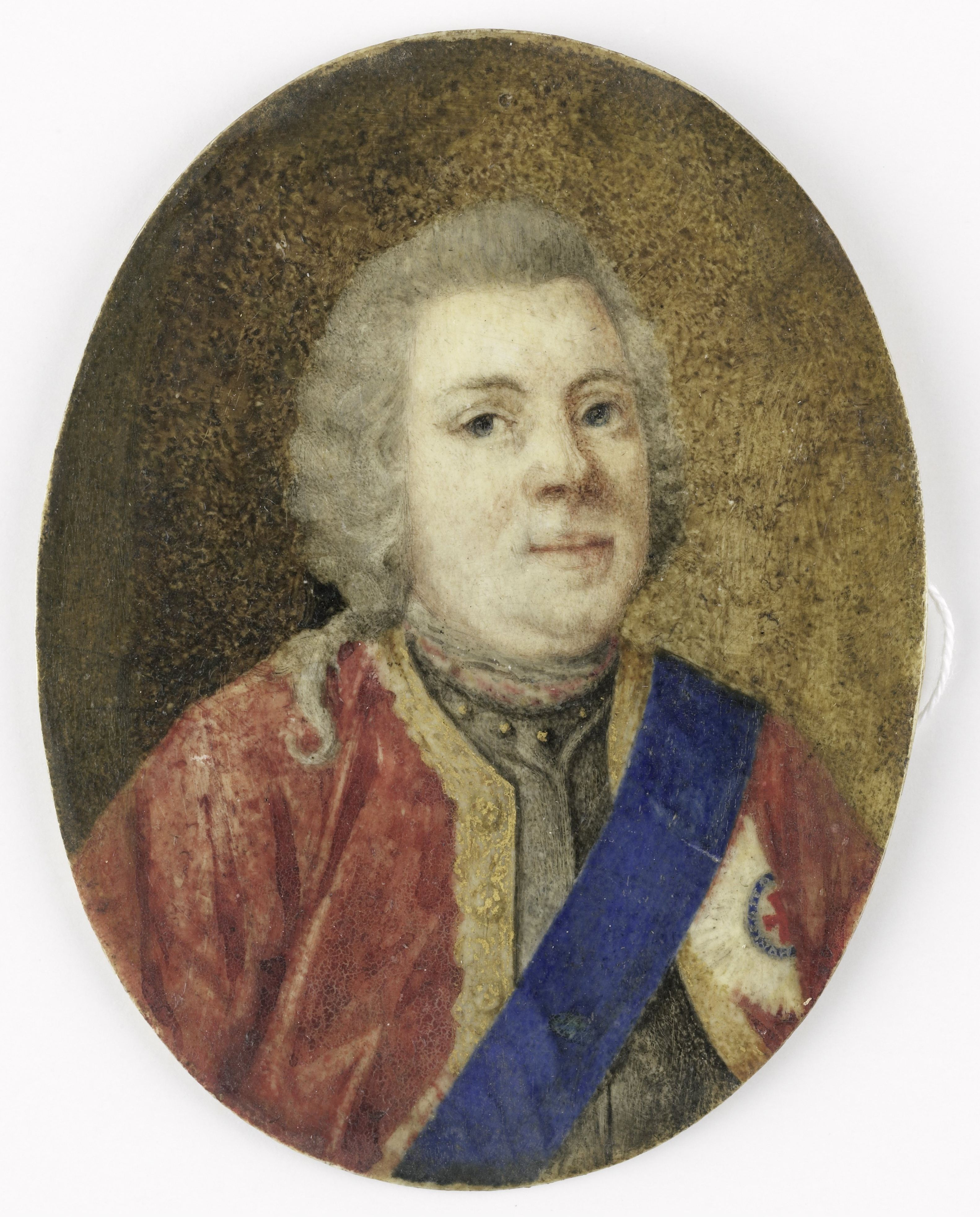
Willem IV